# Serpuchovsko-Timirjazevskaja

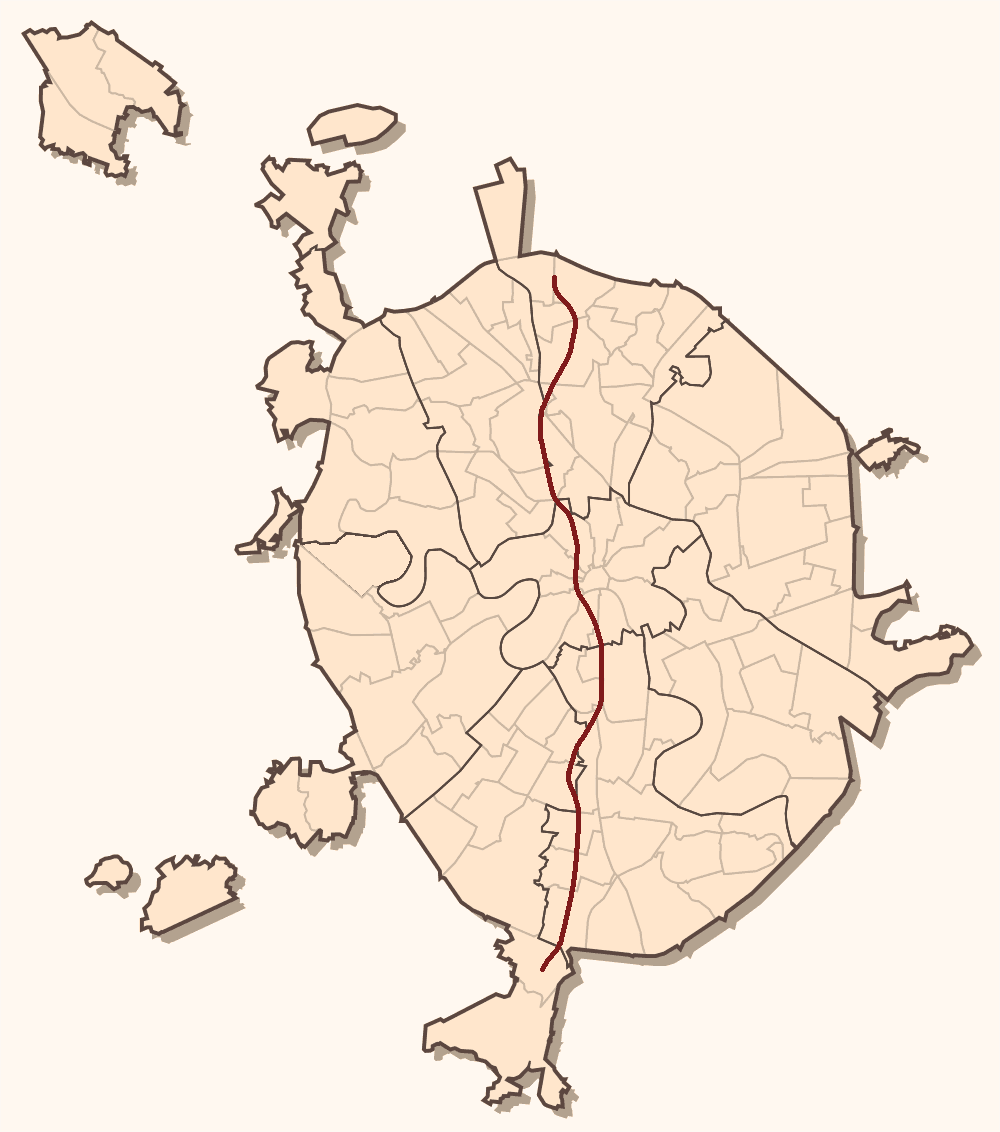
Poloha linky na mapě města

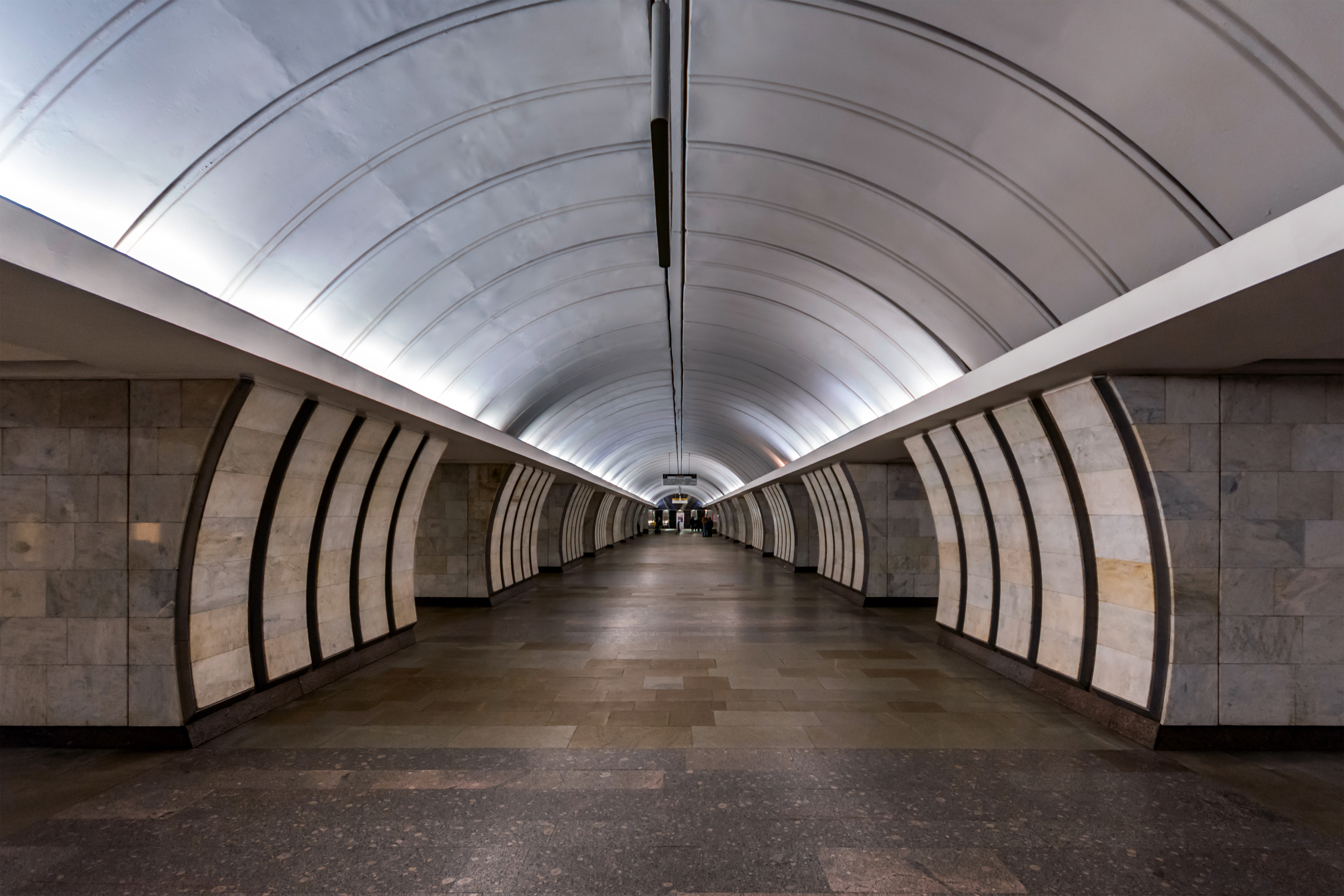
Prostor stanice

Serpuchovsko-Timirjazevskaja (rusky Серпухо́вско-Тимиря́зевская) je jedna z linek moskevského metra. Bývá značena černou nebo šedou barvou, alternativně také číslem devět.

## Historie
Tato linka je na stáří celé sítě metra relativně mladá. Její první úsek byl otevřen v roce 1983 a do roku 2002 se stala nejdelší linkou metra severo-jižního směru ve městě. Zajímavostí také je, že v roce 1985 byla právě zde otevřena stanice Pražskaja, což bylo v rámci tzv. československo-sovětského přátelství. Po roce 1991 nebyla žádná ze stanic přejmenována.

## Chronologie otevírání jednotlivých úseků trasy
| Úsek                                 | Datum otevření    | Délka úseku |
| ------------------------------------ | ----------------- | ----------- |
| Serpuchovskaja – Južnaja             | 11. listopad 1983 | 13,0 km     |
| Južnaja – Pražskaja                  | 6. listopad 1985  | 1,1 km      |
| Serpuchovskaja – Borovickaja         | 23. leden 1986    | 2,8 km      |
| Borovickaja – Čechovskaja            | 31. prosinec 1987 | 1,6 km      |
| Čechovskaja – Savjolovskaja          | 30. prosinec 1988 | 4,2 km      |
| Savjolovskaja – Otradnoje            | 3. březen 1991    | 8,5 km      |
| Otradnoje – Bibirjevo                | 31. prosinec 1992 | 2,6 km      |
| Bibirjevo – Altufjevo                | 15. červenec 1994 | 2,0 km      |
| Pražskaja – Ulica Akademika Jangelja | 31. srpen 2000    | 2,0 km      |
| Ulica Akademika Jangelja – Annino    | 12. prosinec 2001 | 1,4 km      |
| Annino – Bulvar Dmitrija Donskogo    | 26. prosinec 2002 | 2,0 km      |
| Celkem:                              | 25 stanic         | 41,5 km     |

## Stanice
- Altufjevo
- Bibirjevo
- Otradnoje
- Vladykino
- Petrovsko-Razumovskaja (přestupní)
- Timirjazevskaja
- Dmitrovskaja
- Savjolovskaja
- Mendělejevskaja (přestupní)
- Cvětnoj bulvar (přestupní)
- Čechovskaja (přestupní)
- Borovickaja (přestupní)
- Poljanka
- Serpuchovskaja (přestupní)
- Tulskaja
- Nagatinskaja
- Nagornaja
- Nachimovskij prospekt
- Sevastopolskaja (přestupní)
- Čertanovskaja
- Južnaja
- Pražskaja
- Ulica Akademika Jangelja
- Annino
- Bulvar Dmitrija Donskogo (přestupní)